# 德门·德庆卓嘎
德门·德庆卓嘎（1934年—），女，藏族，西藏人，中华人民共和国作家、藏族民间文学专家。

## 生平
1950年代，德门·德庆卓嘎成为最早到北京上学的藏族学生。毕业之后，先后在中央人民广播电台、西藏人民广播电台、西藏自治区民间文艺家协会工作，任藏文翻译编辑并从事民间文学收集整理工作。德门·德庆卓嘎主编了《中国歌谣集成·西藏卷》中的西藏民间文学“三套集成”《歌谣卷》。
德门·德庆卓嘎长期收集整理藏文民间文学。她从藏北当雄草原搜集到的《盗侠歌》：“我骑在马上无忧无虑，宝座上头人可曾享受；我漂泊无定浪迹天涯，蓝天下大地便是我家……”被文学爱好者喜爱。她还一直用藏文坚持写作。

## 著作
- 丹增、塔热·次仁玉珍、次旦多吉、德门·德庆卓嘎，中国歌谣集成·西藏卷，中国ISBN中心，1995年8月